# Rajdowe Mistrzostwa Europy 1971

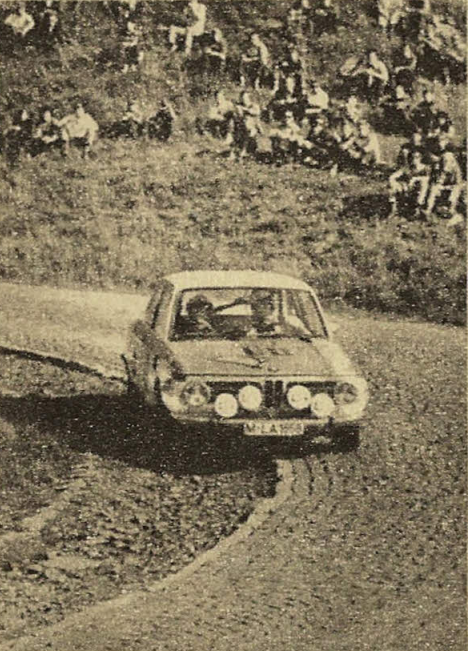
Sobiesław Zasada podczas wygranego Rajdu Polski 1971

Sezon Rajdowych Mistrzostw Europy 1971 był 19 sezonem Rajdowych Mistrzostw Europy (FIA European Rally Championship). Składał 19 rajdów, rozgrywanych w Europie.

## Kalendarz[1]
| Runda | Data               | Nazwa rajdu                                                        | Zwycięzca            | Wyniki |
| ----- | ------------------ | ------------------------------------------------------------------ | -------------------- | ------ |
| 1     | 6-7 lutego         | 18. Rallye International des Routes du Nord                        | Bernard Fiorentino   | Wyniki |
| 2     | 5-7 marca          | 24. Rallye Lyon-Charbonnières-Stuttgart-Solitude Deutschlandrallye | Jean-Pierre Nicolas  | Wynik  |
| 3     | 17-20 marca        | 11. Rallye DDR - Pneumant Rallye                                   | Sobiesław Zasada     | Wynik  |
| 4     | 6-8 kwietnia       | 4. Rajd dell’Isola d’Elba                                          | Luciano Trombotto    | Wynik  |
| 5     | 11-12 kwietnia     | 33. Circuit of Ireland Rally                                       | Adrian Boyd          | Wynik  |
| 6     | 21-23 maja         | 33. Int. AvD-Rallye Wiesbaden                                      | Walter Röhrl         | Wynik  |
| 7     | 3-5 czerwca        | 15. Internationale Semperit - Rallye                               | Sandro Munari        | Wynik  |
| 8     | 5-10 czerwca       | 27. Scottish Rally                                                 | Chris Sclater        | Wynik  |
| 9     | 18-20 czerwca      | 39. Rallye de Genève                                               | Jean-Pierre Nicolas  | Wynik  |
| 10    | 2-4 lipca          | 12. Rajd Wełtawy                                                   | Milan Žid            | Wynik  |
| 11    | 15-17 lipca        | 31. Rajd Polski                                                    | Sobiesław Zasada     | Wynik  |
| 12    | 12-14 sierpnia     | 8. Internationale Donau – Elan - Rallye                            | Günther Janger       | Wynik  |
| 13    | 20-22 sierpnia     | 21. Rajd Tysiąca Jezior                                            | Stig Blomqvist       | Wynik  |
| 14    | 26-28 sierpnia     | 8. Rajd San Martino di Castrozza                                   | Sandro Munari        | Wynik  |
| 15    | 17-25 września     | 16. Tour de France Automobile                                      | Gérard Larrousse     | Wynik  |
| 16    | 5-10 października  | 5. Rali Internacional TAP                                          | Jean-Pierre Nicolas  | Wynik  |
| 17    | 15-17 października | 8. Rallye der 1000 Minuten                                         | Sandro Munari        | Wynik  |
| 18    | 23-25 października | 19. Rajd RACE de España                                            | Jean-Pierre Nicolas  | Wynik  |
| 19    | 11-14 listopada    | 23. Tour de Belgique                                               | Jean-Marie Jacquemin | Wynik  |

## Klasyfikacja kierowców[1]
| Msc. | Kierowca         | FRA | FRA | NRD | ITA | GBR | RFN | AUT | GBR | CHE | CSK | POL | ROM | FIN | ITA | FRA | POR | AUT | ESP | BEL | Punkty |
| ---- | ---------------- | --- | --- | --- | --- | --- | --- | --- | --- | --- | --- | --- | --- | --- | --- | --- | --- | --- | --- | --- | ------ |
| 1.   | Sobiesław Zasada | 17  |     | 1   |     |     | 17  | 9   |     |     | NU  | 1   | 2   |     |     |     |     | 5   | 4   | 3   | 59     |
| 2.   | Sandro Munari    |     |     |     |     |     |     | 1   |     |     |     |     |     |     | 1   |     | NU  | 1   | 6   |     | 45     |

| Kolor     | Opis                   |
| --------- | ---------------------- |
| Złoty     | Zwycięzca              |
| Srebrny   | 2. miejsce             |
| Brązowy   | 3. miejsce             |
| Zielony   | Punktowane miejsce     |
| Niebieski | Ukończył nie punktował |
| Fioletowy | Nie ukończył NU        |
| Czarny    | Wykluczony X           |
| Biały     | Nie wystartował NW     |
| Puste     | Nie brał udziału       |

| Msc. | Kierowca         | FRA | FRA | NRD | ITA | GBR | RFN | AUT | GBR | CHE | CSK | POL | ROM | FIN | ITA | FRA | POR | AUT | ESP | BEL | Punkty |
| ---- | ---------------- | --- | --- | --- | --- | --- | --- | --- | --- | --- | --- | --- | --- | --- | --- | --- | --- | --- | --- | --- | ------ |
| 1.   | Sobiesław Zasada | 17  |     | 1   |     |     | 17  | 9   |     |     | NU  | 1   | 2   |     |     |     |     | 5   | 4   | 3   | 59     |
| 2.   | Sandro Munari    |     |     |     |     |     |     | 1   |     |     |     |     |     |     | 1   |     | NU  | 1   | 6   |     | 45     |

| Kolor     | Opis                   |
| --------- | ---------------------- |
| Złoty     | Zwycięzca              |
| Srebrny   | 2. miejsce             |
| Brązowy   | 3. miejsce             |
| Zielony   | Punktowane miejsce     |
| Niebieski | Ukończył nie punktował |
| Fioletowy | Nie ukończył NU        |
| Czarny    | Wykluczony X           |
| Biały     | Nie wystartował NW     |
| Puste     | Nie brał udziału       |